# Novembre 1804

## Événements
- 2 novembre - 5 décembre, Élection présidentielle américaine de 1804 : le républicain démocrate Thomas Jefferson obtient un second mandat de président des États-Unis après avoir battu le fédéraliste Charles Cotesworth Pinckney (fin de mandat en 1809).

- 2 novembre - 7 avril 1805 : Lewis et Clark hivernent chez les Mandans[1], tribu dont les membres possèdent une carnation de blancs aux cheveux blonds et aux yeux bleus. Ils semblent pénétrés de la tradition du déluge. Les Mandans, dessinés par le peintre Catlin en 1832, seront décimés par l’épidémie de petite vérole à partir de 1833, emportant avec eux leur mystère[2].

- 5 novembre, Russie : statut des universités (autonomie)[3]. Institut pédagogique de Saint-Pétersbourg, mesures préparant la création des universités de Kharkov (1805) et de Kazan (1814).

- 6 novembre : alliance Austro-russe secrète contre la France[4].
- 20 novembre : première représentation de la première version de l’opéra Fidelio de Ludwig van Beethoven au théâtre an der Wien de Vienne (Autriche) [5].

- 30 novembre : le sultan de Mascate et Oman Sultan ibn Ahmad est assassiné par des pirates entre Basra et Oman. Son fils Seyyd Saïd ibn Sultan lui succède (fin en 1856)[6]. Il monte sur le trône de Mascate après avoir fait assassiner son frère en 1806.

## Naissances
- 4 novembre : Émilien Dumas (mort en 1870), érudit, paléontologue et géologue français.
- 5 novembre : Carl Leverkus (mort en 1889), chimiste et entrepreneur allemand.
- 23 novembre : Franklin Pierce, futur président des États-Unis († 8 octobre 1869).

## Décès
- 1er novembre : Johann Friedrich Gmelin (né en 1748), naturaliste et chimiste allemand.
- 2 novembre : Armand-Gaston Camus, avocat, jurisconsulte et homme politique français (° 2 avril 1740).